# Joint Direct Attack Munition
Joint Direct Attack Munition (zajedničko streljivo za izravan napad), skraćeno JDAM, komplet je za naknadnu nadogradnju raznih nenavođenih bombi Oružanih snaga Sjedinjenih Američkih Država i drugih država. Tako unaprijeđene precizno navođene bombe i same se nazivaju JDAM. Navođenje se obično osigurava kombiniranim sustavom INS/GPS, a dostupni su i moduli za lasersko ciljanje. JDAM-ovi su upotrebljavani u vrlo velikom broju, više od deset tisuća puta od rata na Kosovu 1999. i jedan su od najvažnijih oružanih sustava zrak-zemlja u zapadnom svijetu. Cijena kompleta za naknadnu nadogradnju za daleko najčešće korištena tijela bombi serije Mk-80 godine 2011. iznosila je oko 30.000 USD.

## Varijante
| Oznaka | Masa     | Bojne glave             | Duljina | Promjer |
| ------ | -------- | ----------------------- | ------- | ------- |
| GBU-31 | ~1000 kg | Mk 84, BLU-109, BLU-117 | 3,88 m  | 46 cm   |
| GBU-31 | ~1000 kg | BLU-119                 | 3,77 m  | 37 cm   |
| GBU-32 | ~500 kg  | Mk 83, BLU-110          | 3,04 m  | 36 cm   |
| GBU-38 | ~227 kg  | Mk 82, BLU-111          |         |         |

Ostale izvedbe i oznake
- GBU-29: 907 kg, Martin Marietta, nije proizvedeno
- GBU-30: 454 kg, Martin-Marietta, ne proizvodi se
- GBU-34: bojna glava BLU-116 (907 kg), Lockheed Martin, nije proizveden
- GBU-35: bojna glava BLU-110 (454 kg), stara oznaka američke mornarice GBU-32
- GBU-36: 454 kg, "GAM - GPS potpomognuto streljivo" Northropa Grummana, preteča JDAM-a
- GBU-37: bojna glava BLU-113 (2041 kg), "GAM - GPS potpomognuto streljivo" Northropa Grummana, preteče JDAM-a
- GBU-52: GBU-31 (907 kg) s laserskim senzorom (LJDAM)
- GBU-54: GBU-38 (227 kg) s laserskim senzorom (LJDAM)
- GBU-72: 2268 kg, prvi put testiran u listopadu 2021

## Laserski vođene varijante (LJDAM)
Boeing je razvio i varijantu s laserskim senzorom, Laser Joint Direct Attack Munition (LJDAM, GBU-5x). Ona se može koristiti i protiv pokretnih meta, ali samo ako je vidljivost dovoljno dobra. Ako je potrebno, senzorski modul se može montirati na vrh bombe neposredno prije uporabe. Dana 30. lipnja 2006. F-16 američkog ratnog zrakoplovstva uspješno je testirao 227 kilogramski GBU-38 LJDAM (87 kilograma bojna glava) protiv pokretnog oklopnog transportera. Dana 18. svibnja 2007. Boeing je primio prvi ugovor za isporuku 600 modula s laserskim senzorom u vrijednosti 28,8 milijuna dolara.

## Razvoj
U Drugom zaljevskom ratu (1991.) raspoloživo oružje zrak-zemlja pokazalo se nedovoljno preciznim pri slaboj vidljivosti te sa srednjih i velikih visina. Godine 1992. Sjedinjene Države počele su razvijati precizno navođene bombe na zajedničku inicijativu Zračnih snaga i Mornarice, otuda i izraz joint u nazivu. Komplet za naknadnu nadogradnju koji je dizajnirao McDonnell Douglas (Boeing od 1997.) iz 1995. može se koristiti za pretvaranje konvencionalnih nevođenih "glupih" balističkih bombi (slobodan pad) u vođene "pametne" bombe. Izvorno je akvizicija iznosila 87 000 jedinica koje se planiraju rasporediti na svim borbenim zrakoplovima i bombarderima Zračnih snaga i Ratne mornarice SAD-a. Tijekom testne faze od 1998. do 1999. korišteno je više od 450 JDAM-ova. JDAM je prvi put korišten u borbi 24.ožujka 1999. u Kosovskom ratu, kada su dva bombardera B-2 bacili 16 takvih bombi na srpske ciljeve.

## Tehnologija
Proširenje JDAM sastoji se od navigacijskog modula opremljenog upravljačkom površinom koji se postavlja na rep nevođene bombe. Nakon oslobađanja, bomba se vodi do programiranog cilja pomoću inercijalne navigacije i GPS podrške. Bačen s velike visine, domet je oko 28 kilometara. Točnost, prema izjavama Luftwaffea iznosi 13 metara kada se koristi GPS. Komplet za naknadnu ugradnju u prosjeku je stajao oko 22 000 USD 2005. godine.

## Platforme
JDAM se može koristiti na sljedećim platformama:
- A-10C Thunderbolt II
- B-1B
- B-2A Duh
- B-52H Stratotvrđava
- F-15E Strike Eagle
- F-22 Raptor
- F-16C/D Fighting Falcon
- AV-8B Plus Harrier II
- F/A-18C/D Hornet i F/A-18E/F Superhornet
- MQ-9
- Mirage 2000D
- Filipinski OV-10D Bronco
- A-4 Skyhawk
- AMX
- Njemački Panavia Tornado
- Mitsubishi F-2A/B
- KAI TA/FA-50 Zlatni orao

Planira se njihova uporaba s F-35 Lightning II.

## Vanjske poveznice
- Joint Direct Attack Munition GBU-31/32/38
- Joint Direct Attack Munition (JDAM) GBU-29, GBU-30, GBU-31, GBU-32